# Ignacio Álvarez Castelao
Ignacio Álvarez Castelao (Cangas del Narcea el 31 de marzo de 1910 - Oviedo 29 de junio en 1984) fue un arquitecto español. Estudió ingeniería y arquitectura, licenciándose en 1936. Fue uno de los promotores de la nueva arquitectura moderna, desde su etapa madura destacó por ser crítico con la arquitectura nacional que se practicaba tras la posguerra. Su labor profesional fue realizada principalmente en la ciudad de Oviedo. Se caracterizaba por la inclusión de obras de artistas plásticos asturianos en sus edificios, como fue Joaquín Rubio Camín , el mosaiquista Antonio Suárez y el escultor José María Navascués. Se le considera miembro de la Generación de 1939, arquitectos asturianos de estilo vanguardista y moderno.

## Biografía
Ignacio Álvarez Castelao nació en 1910 en Cangas de Tineo, actual Cangas del Narcea (Asturias). Cursó bachillerato en Cangas del Narcea y en 1926 se trasladó a Madrid para estudiar ingeniería de caminos, aunque finalmente optó por matricularse en la Escuela Técnica Superior de Arquitectura de Madrid.
Castelao se licenció en agosto de 1936. En enero de 1937 se alistó al bando sublevado en calidad de ingeniero militar. Una vez finalizada la Guerra Civil abandonó el Arma de Ingenieros y se asentó residencial y profesionalmente en Oviedo. En mayo de 1941 ganó una plaza en las oposiciones al cuerpo de arquitectos de Hacienda, en la que continuaría hasta 1962, cuando es nombrado inspector nacional.
Castelao rechazó a la arquitectura historicista de la autarquía, al preferir estética y técnicamente el estilo del movimiento moderno, que estaba culturalmente vetado por el primer franquismo. Su actividad constructora se ve influenciada por la colaboración con el finlandés Alvar Aalto. Castelao se fijó especialmente en la técnica, inventando y experimentando soluciones arquitectónicas.
Desarorolló unas 90 obras, algunas de ellas en colaboración con otros arquitectos e ingenieros.Destaca por números los edificios residenciales que proyectó en Oviedo. En el periodo de 1956 y 1958 diseña y edifica un conjunto de viviendas en Oviedo denominadas Serruchu y Serruchín. y posteriormente el polígono de Llamaquique en 1959. A comienzos de los años sesenta rehabilita el Convento de Santa Clara dañado durante la guerra y convertido por Castelao en una Delegación de Hacienda. Realizó colaboraciones con el ingeniero Juan José Elorza en la realización de centrales hidroeléctricas asturianas.
No obstante, una de sus mayores aportaciones a la arquitectura asturiana fue el diseño de varias facultades y escuelas de la Universidad de Oviedo. Diseñó la Facultad de Geología en 1965 (abrió en 1969), la Facultad de Medicina (1972-1975) y el actual Edificio Polivalente de la EPI (1977-1982).
Falleció el 29 de junio de 1984 en Oviedo. Nicanor Piñole realizó un retrato suyo que puede contemplarse en el Museo de Bellas Artes de Asturias. Tiene una calle dedicada en Oviedo. 
Fernando Nanclares, declaró tras conocerse la noticia de su muerte que Castelao «ha sido una figura ejemplar para las nuevas generaciones, tanto por la calidad de su obra como por su compromiso ético con el ejercicio profesional. Su variada producción arquitectónica se configuró, progresivamente, como una obra singular, ajena a las veleidades del consumo y atenta, en todo caso, al desarrollo que en el ámbito europeo ha seguido la arquitectura moderna, a partir de las vanguardias del período de entre guerras».

## Obras
- Iglesia parroquial de Nuestra Señora del Carmen de la Dársena de San Juan de Nieva. Puerto de Avilés (1944).
- Edificios Serrucho y Serruchín (1956 y 1958)
- Estación de servicio de la Tenderina (1958)
- Actual Facultad de Geología (1965-1969)
- Edificio de la inmobiliaria Arango (1967)
- Edificio de Alsa (1956-1962)[7]
- El bloque de viviendas de los funcionarios de Hacienda (1956)
- Viviendas sociales en La Hermida, Cantabria, y en Navia y Soto de Ribera, Asturias, a principios de los sesenta.
- Central eléctrica de Silvón (1955-1958)
- Edificio de Oficinas para HUNOSA (1972-1974)
- Facultad de Medicina (1972-1975)
- Actual Edificio Polivalente de la EPI (1977-1982)